# 蒙特內哥羅政治
蒙特內哥羅是一個多黨制議會民主共和國。蒙特內哥羅總理是蒙特內哥羅的政府首腦。行政權由蒙特內哥羅政府行使，立法權則由蒙特內哥羅政府和蒙特內哥羅國會同時所有，司法機構獨立於立法機構和行政機構。現在的蒙特內哥羅憲法通過於2007年，以取代1992年蒙特內哥羅憲法。蒙特內哥羅國會現在共有81位議員，每四年選舉一次。蒙特內哥羅歷史上的大多數政權都是聯合政府。